# Бориславка (притока Вігору)
Бориславка (пол. Borysławka) — струмок в Польщі, яка протікає в межах села Бориславка (нині гміна Фредрополь, Перемишльський повіт, Підкарпатське воєводство, Польща). Струмок зображений на карті Фрідріха фон Міга XVIII ст.
Витікає з-під гірського масиву Турниця; тече на північ через Бориславку і впадає навпроти Посади Риботицької у Вігор, притоку Сяну.